# Carlos Alberto Valencia
Carlos Alberto Valencia Paredes (Florida, 28 aprile 1989) è un ex calciatore colombiano, di ruolo difensore.

## Palmarès

### Club

#### Competizioni internazionali
- Coppa Libertadores: 1

Estudiantes: 2009